# Богданов, Василий Дмитриевич
Василий Дмитриевич Богданов (1907—1976) — советский государственный и хозяйственный деятель, депутат Верховного Совета СССР и РСФСР.
Родился 4 октября 1907 года в Петербурге. Сын помощника машиниста депо станции Сортировочная-Витебская. С 1925 г. работал в том же депо кочегаром, помощником машиниста, машинистом. Активный участник стахановского движения. Член ВКП(б) с 1929 г.
Окончил политшколу (1930), учился в Институте подготовки партийных кадров.
В 1937 г. назначен начальником депо Ленинград-Сортировочный-Витебский.
С 1938 начальник Кировской, затем (с 13 марта 1939 по 13 февраля 1940 года) — Октябрьской железной дороги.
В годы Великой Отечественной войны — уполномоченный НКПС в Эстонской ССР, затем по Ярославской ж/д.
В 1943 присвоено звание генерал-директор тяги 3-го ранга.
С марта 1946 по 1969 год — начальник Московско-Киевской железной дороги.
С 1969 г. начальник инспекции по транспорту и связи Государственного комитета Совета Министров СССР по вопросам труда и заработной платы.
Умер 9 января 1976 года. Похоронен на Пятницком кладбище в Калуге.
Депутат Верховного Совета СССР 1-го созыва (1937—1946). Депутат ВС РСФСР в 1951—1959.
Делегат XVIII и XIX партсъездов. Участник Первого Всесоюзного совещания стахановцев

## Награды
Четыре ордена Ленина, два ордена Трудового Красного Знамени, орден «Знак Почёта», медали «За оборону Москвы», «За оборону Ленинграда», «За доблестный труд».